# Rullstorf
Rullstorf – miejscowość i gmina położona w niemieckim kraju związkowym Dolna Saksonia, w powiecie Lüneburg. Należy do (niem. Samtgemeinde) gminy zbiorowej Scharnebeck.

## Położenie geograficzne
Rullstorf leży ok. 8 km. na północny wschód od Lüneburga.
Od wschodu sąsiaduje z gminą Neetze i od południa z gminą Reinstorf (obie należące do gminy zbiorowej Ostheide), od zachodu graniczy z gminą Scharnebeck i od północy sąsiaduje z gminą Lüdersburg.
Teren gminy ogranicza na północy rzeka Neetze i Kanał Neetze.

## Dzielnice gminy
W skład gminy Rullstorf wchodzą następujące dzielnice: Boltersen, Kronsberg.

## Historia
Pierwsza wzmianka pochodzi z 1150, kiedy to za panowania Henryka Lwa została założona wieś Rullstorf w formie okolnicy, w składzie sześciu gospodarstw.

## Komunikacja
Do najbliższej autostrady A39 (dawna A250) w Lüneburgu jest ok. 9 km. Do drogi krajowej B209 w Adendorfie jest 7 km.